# Direitos LGBT na França
Os direitos de lésbicas, gays, bissexuais e transgêneros (LGBT) na França estão entre alguns dos mais progressistas do mundo. Embora a atividade sexual entre pessoas do mesmo sexo fosse um crime capital que muitas vezes resultava na pena de morte durante o Antigo Regime, todas as leis de sodomia foram revogadas em 1791 durante a Revolução Francesa. No entanto, uma lei de exposição indecente menos conhecida, que muitas vezes visava pessoas LGBT, foi introduzida em 1960 antes de ser revogada vinte anos depois em 1980.
A idade de consentimento para atividade sexual entre pessoas do mesmo sexo foi alterada mais de uma vez antes de ser igualada em 1982 sob o presidente François Mitterrand. Depois de conceder aos casais do mesmo sexo benefícios de união estável conhecidos como pacto civil de solidariedade, a França se tornou o décimo terceiro país do mundo a legalizar o casamento entre pessoas do mesmo sexo em 2013. As leis que proíbem a discriminação com base na orientação sexual e identidade de gênero foram promulgadas em 1985 e 2012, respectivamente. Em 2010, a França se tornou o primeiro país do mundo a desclassificar a disforia de gênero como uma doença mental. Além disso, desde 2017, as pessoas transgênero podem mudar seu gênero legalmente sem passar por cirurgia ou receber qualquer diagnóstico médico.
A França tem sido frequentemente nomeada como um dos países mais gay-friendly do mundo. Pesquisas recentes indicaram que a maioria dos franceses apoia o casamento entre pessoas do mesmo sexo e, em 2013, outra pesquisa indicou que 77% da população francesa acreditava que a homossexualidade deveria ser aceita pela sociedade, uma das mais altas nos 39 países pesquisados. Paris foi nomeada por muitas publicações como uma das cidades mais gay-friendly do mundo, com Le Marais, Quartier Pigalle e Bois de Boulogne sendo dito ter uma próspera comunidade LGBT e vida noturna.

## Leis sobre a atividade sexual entre pessoas do mesmo sexo

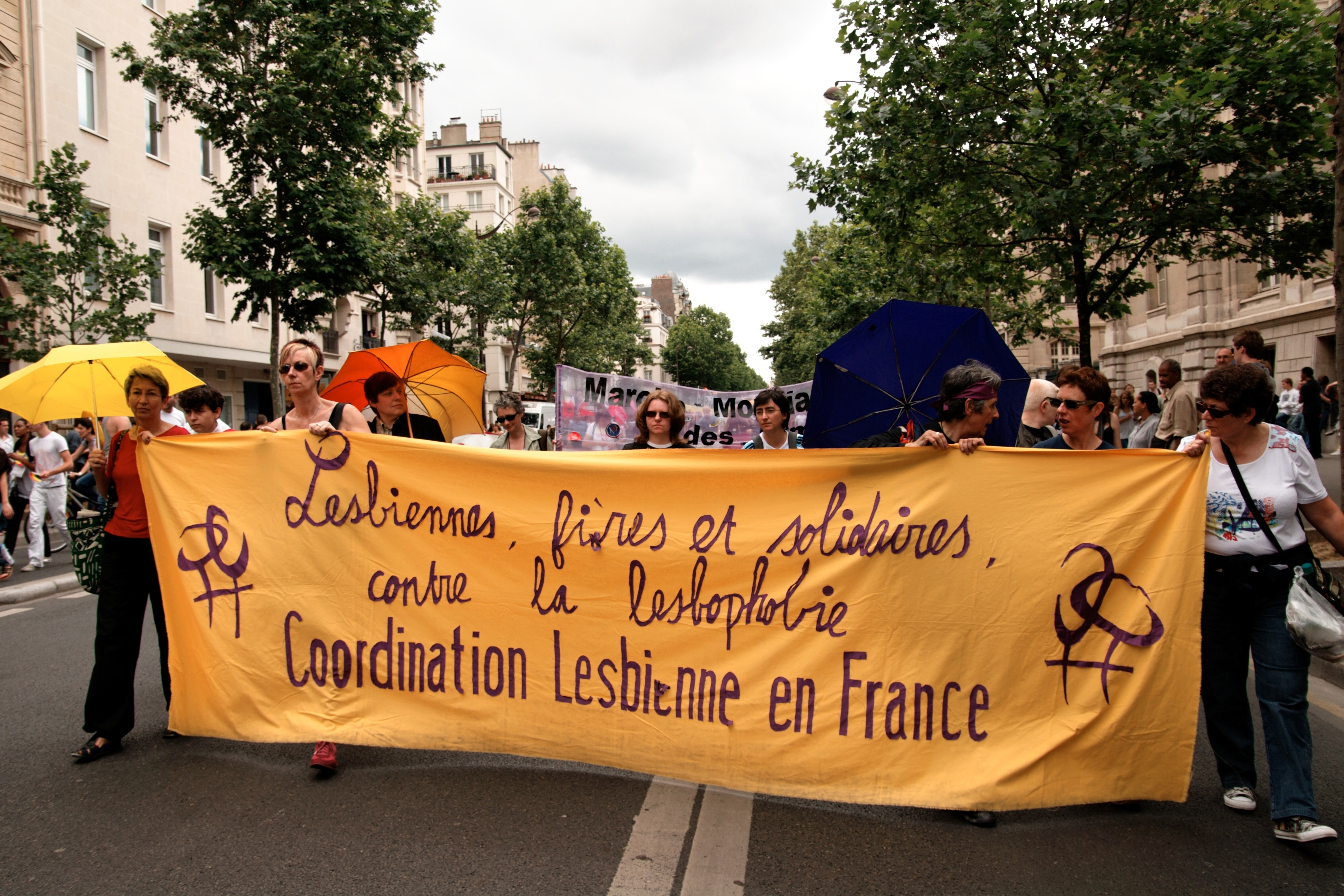
Gay Pride, Paris, 2008

### Leis de sodomia
Antes da Revolução Francesa, a sodomia era um crime grave. Jean Diot e Bruno Lenoir foram os últimos gays queimados até a morte em 6 de julho de 1750. A primeira Revolução Francesa descriminalizou a homossexualidade quando o Código Penal de 1791 não fez menção às relações entre pessoas do mesmo sexo em privado. Essa política de conduta sexual privada foi mantida no Código Penal de 1810 e seguida nas nações e colônias francesas que adotaram o Código. Ainda assim, a homossexualidade e o cross-dressing eram amplamente vistos como imorais, e as pessoas LGBT ainda eram submetidas a assédio legal sob várias leis relativas à moralidade e ordem públicas. Algumas pessoas LGBT das regiões da Alsácia e Lorena, que foram anexadas pela Alemanha nazista em 1940, foram perseguidas e internadas em campos de concentração. Pessoas LGBT também foram perseguidas sob o Regime de Vichy, apesar de não haver leis que criminalizassem a homossexualidade.

### Maior idade de consentimento
A idade de consentimento foi introduzida em 28 de abril de 1832. Foi primeiramente decida ser aos 11 anos para ambos os sexos e posteriormente aumentado para 13 anos em 1863. Em 6 de agosto de 1942, o Governo de Vichy introduziu uma lei discriminatória no Código Penal: artigo 334 (transferido para o artigo 331 em 8 de fevereiro de 1945 pelo Governo Provisório da República Francesa) que aumentou a idade de consentimento para 21 para relações homossexuais e 15 para heterossexuais. A idade de 21 anos foi então reduzida para 18 em 1974, que se tornou a maioridade legal.  Esta lei permaneceu válida até 4 de agosto de 1982, quando foi revogada pelo presidente François Mitterrand para igualar a idade de consentimento aos 15 anos de idade, apesar da oposição de Jean Foyer na Assembleia Nacional Francesa.

### Exposição indecente
Uma lei discriminatória menos conhecida foi adotada em 1960, inserindo no Código Penal (artigo 330, 2º parágrafo) uma cláusula que dobrava a pena para exposição indecente por atividade homossexual. Esta ordonnance destinava-se a reprimir a cafetinagem. A cláusula contra a homossexualidade foi adotada por vontade do Parlamento, da seguinte forma:
Esta ordonnance foi adotada pelo Executivo depois de ter sido autorizada pelo Parlamento a tomar medidas legislativas contra flagelos nacionais como o alcoolismo. Paul Mirguet, deputado à Assembleia Nacional, considerou que a homossexualidade também era um flagelo, pelo que propôs uma sub-emenda, por isso conhecida como emenda Mirguet, incumbindo o Governo de decretar medidas contra a homossexualidade, que foi adotada.
O artigo 330, 2º parágrafo foi revogado em 1980 como parte de um ato que redefinia vários crimes sexuais.

## Reconhecimento de relacionamentos entre pessoas do mesmo sexo
Os pactos civis de solidariedade (PACS para pacte civil de solidarité), uma forma de união estável registrada, foram promulgados em 1999 para relacionamentos do mesmo sexo e não casados do sexo oposto pelo governo de Lionel Jospin. Os casais que entram um contrato PACS recebem a maioria das proteções legais, direitos e responsabilidades do casamento. O direito à adoção e inseminação artificial são, no entanto, negados aos parceiros do PACS (e são amplamente restritos aos casais). Ao contrário dos casais, eles originalmente não podiam apresentar declarações de impostos conjuntas até depois de três anos, embora isso tenha sido alterado em 2005.

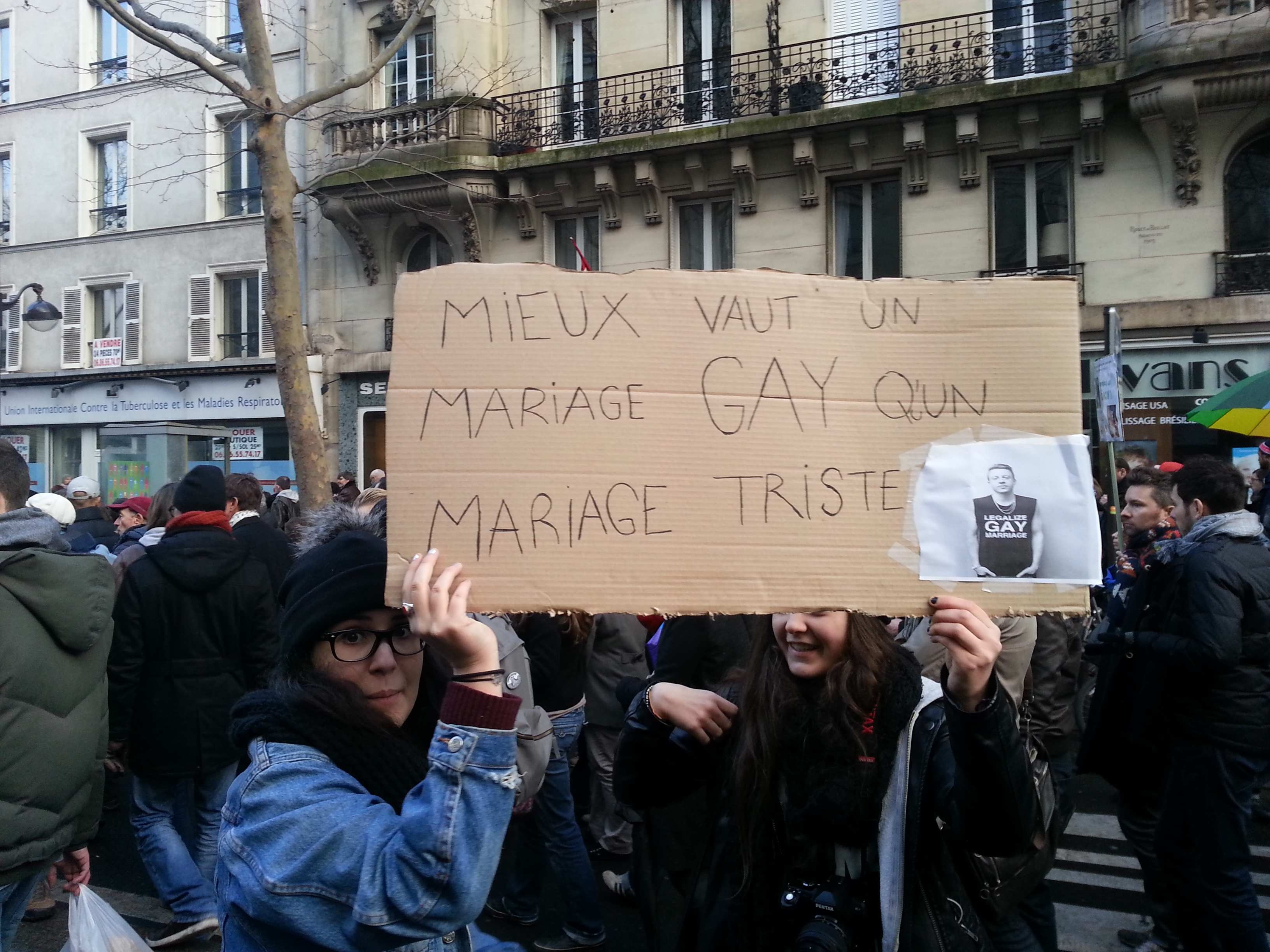
Duas manifestantes apoiando o casamento entre pessoas do mesmo sexo, acenando com um cartaz que diz: Mieux vaut un mariage gay qu'un mariage triste ("Melhor um casamento gay do que um casamento triste"), Janeiro de 2013, Paris

Em 14 de junho de 2011, a Assembleia Nacional da França votou 293-222 contra a legalização do casamento entre pessoas do mesmo sexo. Os deputados do partido majoritário União por um Movimento Popular votaram majoritariamente contra a medida, enquanto os deputados do Partido Socialista votaram majoritariamente a favor. Membros do Partido Socialista afirmaram que a legalização do casamento entre pessoas do mesmo sexo se tornaria uma prioridade caso conquistassem a maioria nas eleições de 2012.
Em 7 de maio de 2012, François Hollande venceu a eleição, e o Partido Socialista e seus parceiros de coalizão, Divers gauche, Grupo dos Verdes/Aliança Livre Europeia e o Partido Radical de Esquerda, conquistaram a maioria dos assentos na Assembleia Nacional. Em outubro, um projeto de lei sobre casamento foi apresentado pelo governo de Aryault. Em 2 de fevereiro de 2013, a Assembleia Nacional aprovou o primeiro artigo do projeto de lei, por 249 votos contra 97. Em 12 de fevereiro de 2013, a Assembleia Nacional aprovou o projeto de lei como um todo em uma votação de 329 a 229 e o enviou ao Senado do país. A maioria do Partido Socialista no poder votou a favor do projeto de lei (apenas quatro de seus membros votaram "não"), enquanto a maioria do partido de oposição UMP votou contra (apenas dois de seus membros votaram "sim").
Em 4 de abril de 2013, o Senado iniciou o debate sobre o projeto e cinco dias depois aprovou seu primeiro artigo em uma votação de 179 a 157. Em 12 de abril, o Senado aprovou o projeto de lei com pequenas alterações, que foram aceitas pela Assembleia Nacional em 23 de abril.
Uma contestação à lei pelo partido conservador UMP foi apresentada ao Conselho Constitucional após a votação. Em 17 de maio de 2013, o Conselho decidiu que a lei é constitucional. Em 18 de maio de 2013, o presidente François Hollande assinou o projeto de lei, que foi publicado oficialmente no dia seguinte no Journal Officiel. A primeira cerimônia oficial entre pessoas do mesmo sexo aconteceu em 29 de maio na cidade de Montpellier.

## Adoção e planejamento familiar
Casais do mesmo sexo podem adotar crianças legalmente desde maio de 2013, quando a lei do casamento entre pessoas do mesmo sexo entrou em vigor. A primeira adoção conjunta por um casal do mesmo sexo foi feita em 18 de outubro de 2013.

## Proteções contra discriminação
Em 1985, a legislação nacional foi promulgada para proibir a discriminação baseada na orientação sexual no emprego, habitação e outras prestações públicas e privadas de serviços e bens. Em julho de 2012, o Parlamento francês acrescentou "identidade sexual" aos fundamentos de discriminação protegidos na lei francesa. A frase "identidade sexual" foi usada como sinônimo de "identidade de gênero", apesar de algumas críticas da ILGA-Europa, que ainda assim considerou um passo importante. Em 18 de novembro de 2016, uma nova lei alterou o artigo 225-1 do Código Penal francês para substituir "identidade sexual" por "identidade de gênero".
O capítulo 2 do Código do Trabalho (em francês:  Code du travail) lê-se a seguir:
| “ | Ninguém pode ser excluído de um processo de recrutamento ou de acesso a estágio ou estágio numa empresa, nenhum colaborador pode ser sancionado, despedido ou sujeito a medida discriminatória, direta ou indireta, [...], por conta de origem, gênero, moral, orientação sexual, identidade de gênero, idade, situação familiar ou gravidez, características genéticas, situação econômica, filiação ou não filiação, verdadeira ou suposta, a um grupo étnico, nação ou raça, opiniões políticas, sindicato ou mutualistas, crenças religiosas, aparência física, sobrenome, local de residência, condições de saúde, perda de autonomia ou deficiência, ou uso de um idioma diferente do francês. | ” |

## Direitos de pessoas intersexuais
As pessoas intersexuais na França desfrutam de alguns dos mesmos direitos que outras pessoas, mas com lacunas significativas na proteção contra intervenções médicas não consensuais e proteções contra discriminação. Em resposta à pressão de ativistas intersexuais e recomendações dos Órgãos de Tratado das Nações Unidas, o Senado publicou um inquérito sobre o tratamento de pessoas intersexuais em fevereiro de 2017. Um desafio legal de Gaëtan Schmitt para obter a classificação de "sexo neutro" (sexe neutre) foi rejeitado pelo Tribunal de Cassação em maio de 2017. Em 17 de março de 2017, o Presidente da República, François Hollande, descreveu as intervenções médicas para tornar os corpos de crianças intersexuais mais tipicamente masculinos ou femininos como cada vez mais considerados mutilações.

## Movimento pelos direitos LGBT na França
Organizações de direitos LGBT na França incluem Act Up Paris, SOS Homophobie, Arcadie , FHAR (Front homosexuel d'action révolutionnaire), Gouines Rouges, GLH (Groupe de libération homosexuelle), CUARH (Comité d'urgence anti-répression homosexuelle), L' Association Trans Aide, ( "Trans Aid Association", criada em setembro de 2004) e Bi'Cause. 

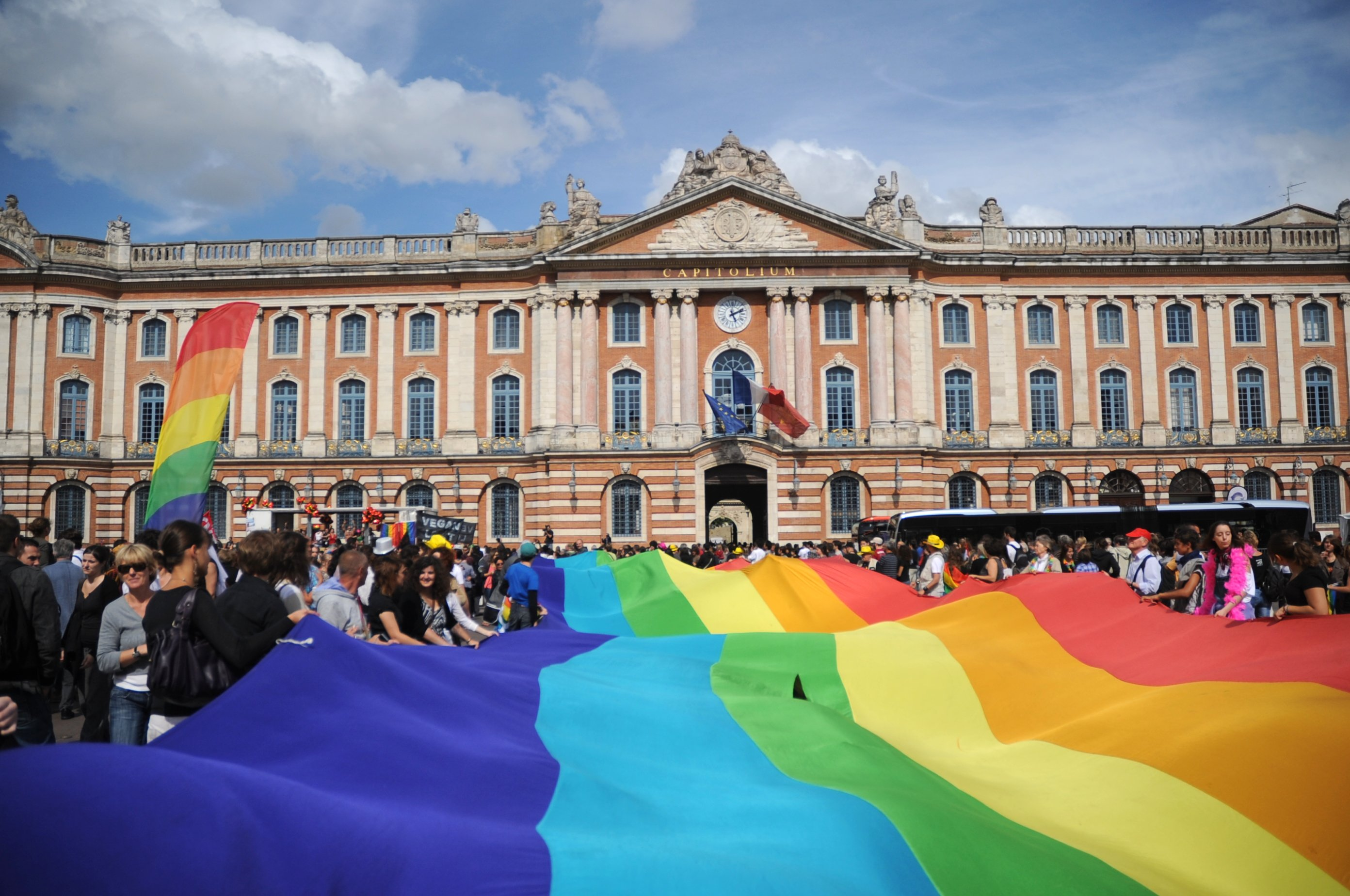
Parada do orgulho gay em Toulouse em junho de 2011

A primeira parada do orgulho na França foi realizada em Paris em 4 de abril de 1981 na Place Maubert. Foi organizado pelo CUARH, e contou com a participação de cerca de 10.000 pessoas. Paris Pride (Marche des Fiertés de Paris) é realizada anualmente em junho. Sua participação aumentou significativamente desde a década de 1980, atingindo cerca de 100.000 participantes no final da década de 1990. Sua edição de 2019 contou com uma participação de 500.000 pessoas. O evento é o terceiro maior da cidade, depois da Maratona de Paris e do Paris Techno Parade, e reúne cerca de 60 associações, diversos grupos de direitos humanos, partidos políticos e diversas empresas.
Fora de Paris, os eventos do orgulho também são realizados em várias cidades do país, incluindo Rennes e Marselha, que realizaram sua primeira em 1994. Nantes, Montpellier e Toulouse organizaram seus primeiros festivais do orgulho em 1995, seguidos por Lyon, Lille, Bordéus, Grenoble, Cannes e Aix-en-Provence em 1996, Ruão, Biarritz, Angers e Poitiers em 2000, e Caen e Estrasburgo em 2001. Outros, incluindo Auxerre, Dijon, Nice e Avinhão, também realizam eventos de orgulho.

## Serviço militar
Lésbicas, gays, bissexuais e transgêneros podem servir abertamente nas Forças Armadas francesas.

## Tabela de resumo
| Atividade sexual entre pessoas do mesmo sexo legal                                                    | (Desde 1791) |
| Mesma idade de consentimento para todas as orientações sexuais                                        | (Desde 1982) |
| Leis anti-discriminação no emprego                                                                    | (Desde 1985) |
| Leis anti-discriminação no fornecimento de bens e serviços                                            | (Desde 1985) |
| Leis anti-discriminação em todas as outras áreas (incluindo discriminação indireta, discurso de ódio) | (Desde 2004) |
| Leis anti-discriminação relativas à identidade de gênero                                              | (Desde 2012) |
| Casamento entre pessoas do mesmo sexo                                                                 | (Desde 2013) |
| Reconhecimento de casais do mesmo sexo                                                                | (Desde 1999) |
| Adoção de enteados por casais do mesmo sexo                                                           | (Desde 2013) |
| Adoção conjunta por casais do mesmo sexo                                                              | (Desde 2013) |
| Paternidade automática em certidões de nascimento para filhos de casais do mesmo sexo                 | / (Desde 2021 para casais de lésbicas que acessaram a fertilização in vitro e para casais do mesmo sexo que tiveram acesso à barriga de aluguel no exterior; Não para barriga de aluguel na França) |
| Pessoas LGBT autorizadas a servir nas forças armadas                                                  | Sim |
| Direito de mudar o gênero legalmente                                                                  | Sim |
| Crianças intersexo protegidas contra procedimentos cirúrgicos invasivos                               | (Pendente) |
| Opção de terceiro gênero                                                                              | Não |
| Acesso à FIV para casais lésbicos                                                                     | (Desde 2021) |
| Terapia de conversão legalmente proibida                                                              | (Projeto de lei aguardando assinatura do Presidente da França) |
| Homossexualidade desclassificada como transtorno mental                                               | (Desde 1981) |
| Comercialização da barriga de aluguel para casais homossexuais                                        | (Desde 1994; Barriga de aluguel é ilegal para todos os casais, independentemente da orientação sexual)                                                                                              |
| HSH autorizados a doar sangue                                                                         | / (Desde 2020; quatro meses de abstinência) |